# Terretektorh

Terretektorh pour orchestre éparpillé dans le public est une œuvre symphonique de Iannis Xenakis pour quatre-vingt-huit musiciens. Composée en 1965-66 elle est créée le 3 avril 1966 au Festival international d'art contemporain de Royan par l'orchestre philharmonique de l'ORTF dirigé par Hermann Scherchen.

## Analyse de l'œuvre
- Comme le suggère le titre qui signifie action de construire par action, le compositeur vise à la traduction musicale de l'espace et du mouvement comme le ferait un accélérateur de particules sonores, un désintégrateur de masses sonores ou sonotron, instrument expérimental que Xenakis projetait de fabriquer.

## Instrumentation
- un piccolo, deux flûtes, trois hautbois, trois clarinettes, deux bassons, un contrebasson, quatre cors, quatre trompettes, quatre trombones, un tuba, quatre percussions (pour chaque musicien), cordes.